# Still, Bas-Rhin

Still este o comună în departamentul Bas-Rhin, Franța. În 1 ianuarie 2022 avea o populație de 1.799 de locuitori.